# Велуца
Велуца (рум. Văluța) — село у повіті Горж в Румунії. Входить до складу комуни Крушец.
Село розташоване на відстані 191 км на захід від Бухареста, 53 км на південний схід від Тиргу-Жіу, 37 км на північ від Крайови.

## Населення
За даними перепису населення 2002 року у селі проживали 443 особи, з них 442 особи (99,8%) румунів. Рідною мовою 442 особи (99,8%) назвали румунську.